# کوشوینه
کوشوینه (به صربی: Koševine) یک منطقهٔ مسکونی در صربستان است که در پریژپولجه واقع شده‌است. کوشوینه ۱٬۰۴۹ نفر جمعیت دارد.